# Pinto-do-mato-de-fronte-ruiva
Tordo-formigueiro-de-testa-ruiva, pinto-da-mata-de-fronte-ruiva ou pinto-do-mato-de-fronte-ruiva (Formicarius rufifrons) é uma espécie de ave da família Formicariidae.
Pode ser encontrada nos seguintes países: Bolívia, Brasil e Peru.
Os seus habitats naturais são: pântanos subtropicais ou tropicais.
Está ameaçada por perda de habitat.